# Fraunhoferinstitutet
Fraunhoferinstitutet, Fraunhofer-Gesellschaft zur Förderung der angewandten Forschung e. V. (FhG), är en organisation för forskning och utveckling. Den är en viktig del av Tysklands forskning tillsammans med universiteten, högskolorna och andra organisationer som Max-Planck-Gesellschaft, Hermann von Helmholtz-Gemeinschaft, Wissenschaftsgemeinschaft Gottfried Wilhelm Leibniz och Deutsche Forschungsgemeinschaft. 
Namngivare är Joseph von Fraunhofer (1787–1826). 
Fraunhofer-Institut für Integrierte Schaltungen (Fraunhofer IIS) har patent på ljudformatet mp3.